# Kanton Lodève
Lodève is een kanton van het Franse departement Hérault. Het kanton maakt deel uit van het arrondissement Lodève.

## Gemeenten

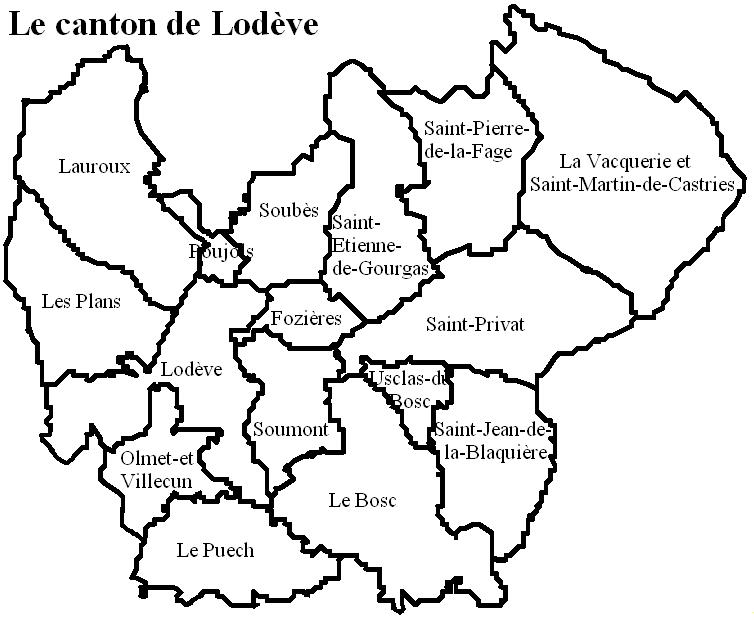
Ligging van gemeenten in het kanton tot 2014

Het kanton Lodève omvatte tot 2014 de volgende 16 gemeenten:
- Le Bosc
- Fozières
- Lauroux
- Lodève (hoofdplaats)
- Olmet-et-Villecun
- Les Plans
- Poujols
- Le Puech
- Saint-Étienne-de-Gourgas
- Saint-Jean-de-la-Blaquière
- Saint-Pierre-de-la-Fage
- Saint-Privat
- Soubès
- Soumont
- Usclas-du-Bosc
- La Vacquerie-et-Saint-Martin-de-Castries

Bij de herindeling van de kantons door het decreet van 26 februari 2014, met uitwerking op 22 maart 2015, werden daar volgende 38 gemeenten aan toegevoegd :
- Agonès
- Brissac
- Causse-de-la-Selle
- Le Caylar
- Cazilhac
- Celles
- Claret
- Le Cros
- Ferrières-les-Verreries
- Fontanès
- Ganges
- Gorniès
- Laroque
- Lauret
- Lavalette
- Mas-de-Londres
- Montoulieu
- Moulès-et-Baucels
- Notre-Dame-de-Londres
- Pégairolles-de-Buèges
- Pégairolles-de-l'Escalette
- Les Rives
- Romiguières
- Roqueredonde
- Rouet
- Saint-André-de-Buèges
- Saint-Bauzille-de-Putois
- Saint-Félix-de-l'Héras
- Saint-Jean-de-Buèges
- Saint-Martin-de-Londres
- Saint-Maurice-Navacelles
- Saint-Michel
- Sauteyrargues
- Sorbs
- Vacquières
- Valflaunès
- Viols-en-Laval
- Viols-le-Fort